# Gloria Slišković
Gloria Slišković (4 maggio 2005) è una calciatrice bosniaca, difensore del Napoli, in prestito dalla Juventus, e della nazionale bosniaca.

## Carriera

### Club
Slišković inizia la sua carriera con una squadra interamente femminile nel 2018, quando all'età di 14 anni approda al SFK 2000 iniziando a giocare nella sua scuola calcio e venendo dopo qualche anno aggregata alla prima squadra divenendone una degli elementi più giovani in rosa. Sotto la guida tecnica dell'allenatrice-giocatrice Alisa Spahić e di Samira Hurem, nelle due stagioni 2021-2022 e 2022-2023 ottiene il double campionato-coppa.
L'11 giugno 2023 viene annunciato il suo trasferimento alla Juventus, in Serie A; viene quindi aggregata alla rosa della Primavera, allenandosi al contempo con la prima squadra, guidata da Joe Montemurro.
Il 22 luglio 2024 è stata ceduta in prestito al Napoli, sempre nella massima serie. Dopo aver giocato stabilmente nel corso della stagione 2024-2025, il prestito è stato confermato anche per la stagione seguente.

### Nazionale
Slišković arriva a vestire la maglia della sua nazionale ancora giovanissima, chiamata prima nella formazione under 17 che affronta le qualificazioni nel gruppo A4, pur essendo già tra le partecipanti che hanno accesso all'Europeo casalingo del 2022. In quell'occasione scende in campo in tutti i tre incontri della prima fase e nei tre della fase finale, dove però la differenza di competitività con le altre nazionali è troppo impari e la Bosnia ed Erzegovina deve lasciare il torneo già alla fase a gironi.
Sempre del 2022 è la sua prima convocazione in under 19, inserita in rosa con la squadra che disputa le qualificazioni all'Europeo di Belgio 2023 e scendendo in campo in 4 occasioni, una nella prima fase e le altre nella fase élite, senza che la sua nazionale riuscisse ad accedere alla fase finale.
Nel frattempo già dal 2021, grazie alle sue qualità espresse a livello di club, Samira Hurem, che oltre ad essere tecnico del SFK 2000 ricopre anche l'incarico di selezionatrice della nazionale maggiore, la convoca per la fase di qualificazione, nel gruppo E della zona UEFA, al Mondiale di Australia e Nuova Zelanda 2022, dove debutta, a 16 anni e poco più di 4 mesi, il 17 settembre 2021, rilevando Amela Kršo al 77' nell'incontro perso 3-2 con il Montenegro. Da allora Hurem la impiega con regolarità, partita titolare già nell'incontro successivo perso 8-0 in casa della Danimarca, marcando altre 6 presenze nel girone che alla fine vede la sua nazionale chiudere al secondo posto dietro le danesi e giocarsi così la chance della prima qualificazione a un Mondiale nel primo turno dei play-off con il Galles. Scesa in campo da titolare in quell'occasione, Slišković e compagne resistono sullo 0-0 fino al termine dei tempi regolamentari per poi cedere alle avversarie ai supplementari.

## Palmarès

### Club
- Campionato bosniaco femminile: 2

SFK 2000: 2021-2022, 2022-2023